# Kompost

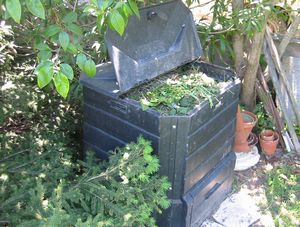
Kompost

En kompost är ett ställe eller en behållare där man lägger biologiskt nedbrytbart hushållsavfall eller trädgårdsavfall som ska brytas ned och bli jord. Komposten är en del av ett kretsloppssystem där det organiska avfallet bryts ned på ett naturligt sätt av mikroorganismer (svampar och bakterier) och större organismer (till exempel maskar).
Denna nedbrytningsprocess kallas kompostering och är ett sätt att ta hand om biologiskt nedbrytbart hushållsavfall eller trädgårdsavfall. När processen är klar återstår jord, som kan användas i till exempel planteringar eller för att blanda med annan jord som jordförbättringsmedel.
Komposteringsprocesserna kräver normalt syre (aerob process). Om tillgång till syre saknas uppstår en anaerob process (ofta kallad rötning). Normal kompostering kan karakteriseras som långsam biologisk förbränning och ger i största utsträckning nedbrytning av det organiska materialet till koldioxid och vatten. Rötning däremot ger nedbrytning till brännbara gaser, såsom metan, ofta i detta sammanhang kallade biogaser.
Det finns kallkompost och varmkompost. En varmkompost är isolerad och lämpar sig bättre för matavfall medan en kallkompost är öppen och lämpar sig för trädgårdsavfall.